# Arrondissement de Bautzen (1994-2008)
Pour l'arrondissement actuel, voir Arrondissement de Bautzen.

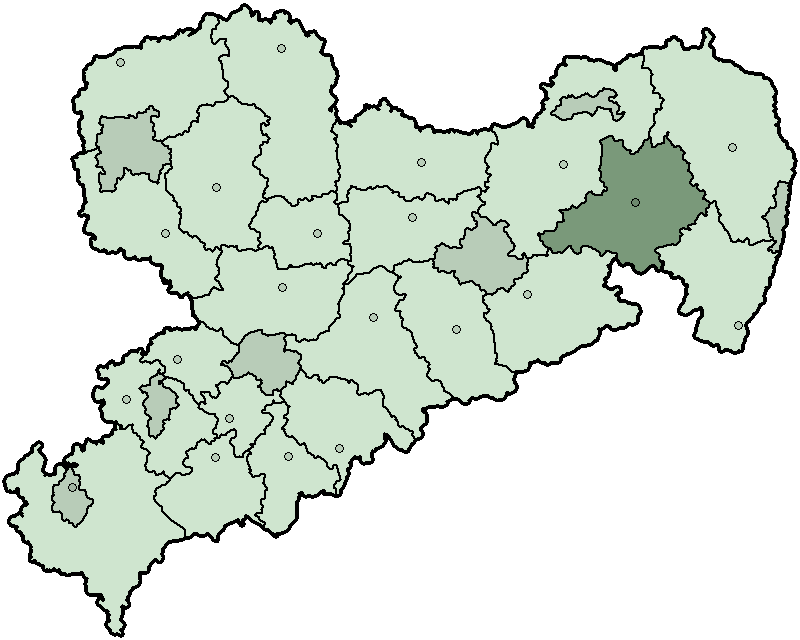
Localisation de l'ancien arrondissement en Saxe

L'arrondissement de Bautzen était un arrondissement  ("Landkreis" en allemand) de Saxe  (Allemagne), dans le district de Dresde de 1994 à 2008.
Son chef-lieu était Bautzen.
Il fut regroupé avec l'arrondissement de Kamenz et l'ancienne ville-arrondissement de Hoyerswerda le 1er août 2008 pour former le nouvel arrondissement de Bautzen, selon la réforme des arrondissements de Saxe de 2008.